# Hanna Vandenbussche
Hanna Vandenbussche, née le 3 juillet 1987, est une athlète belge, spécialiste des courses de fond.

## Carrière
Hanna Vandenbussche obtient la médaille d'or du 10 000 mètres aux Championnats de Belgique d'athlétisme 2011.
Elle termine onzième du Marathon de Paris 2016 et vingtième du Marathon de Londres 2017.
Vandenbussche est championne de Belgique 2019 de cross-country.